# Decatur (Illinois)
Decatur ist eine Stadt und Verwaltungssitz des Macon County im US-amerikanischen Bundesstaates Illinois.
Das U.S. Census Bureau hat bei der Volkszählung 2020 eine Einwohnerzahl von 70.522 ermittelt.
Die Stadt ist nach dem kurz vor ihrer Gründung verstorbenen Marineoffizier Stephen Decatur junior (1779–1820) benannt.
Im Zuge der Verwandlung von einer Industriegesellschaft in eine Dienstleistungsgesellschaft befindet sich die Stadt im Prozess des Bevölkerungsrückgangs.

## Lage und Klima
Die Stadt Decatur liegt rund 293 Kilometer Fahrtstrecke südwestlich von Chicago, Illinois, in einer Höhe von rund 206 m; die Großstadt St. Louis im benachbarten Bundesstaat Missouri ist nur etwa 190 Kilometer in südwestlicher Richtung entfernt.
Das Klima ist gemäßigt; Regen (etwa 900 bis 1100 mm/Jahr) fällt überwiegend im Winterhalbjahr, in dem es auch zu Schneestürmen kommen kann.

## Partnerstädte
Seit 1975 unterhält Decatur eine Städtepartnerschaft mit der Gemeinde Seevetal in Niedersachsen. 1998 wurde eine Partnerschaft mit Tokorozawa in Japan vereinbart.

## Wirtschaft
Decatur ist überwiegend industriell geprägt. So verfügen beispielsweise die Unternehmen A. E. Staley und Archer Daniels Midland über große Fabriken für die Verarbeitung von Mais- und Sojaprodukten. Auch eine Produktionsstätte von Caterpillar besteht hier. Der Reifenhersteller Firestone, der 1988 von Bridgestone übernommen wurde, unterhielt bis 2001 eine Reifenfabrik in Decatur. Die Firma Staley und die Stadt Decatur spielen auch eine wichtige Rolle in der Gründung des heutigen NFL-Teams Chicago Bears welche 1919 ihre erste Saison als „Decatur Staleys“ in Decatur spielten.
Die Stadt ist Eisenbahnknoten, allerdings nur mehr für den Güterverkehr. Der Rangierbahnhof besitzt trotz seiner Größe keinen Ablaufberg.

## Söhne und Töchter der Stadt
- Charles Brainard Taylor Moore (1853–1923), Marineoffizier
- James Pendleton Lichtenberger (1870–1953), Pfarrer und Soziologe
- John G. Oglesby (1878–1938), Politiker
- Edwin B. Willis (1893–1963), Szenenbildner
- Helen Ferguson (1900–1977), Schauspielerin der Stummfilm- und frühen Tonfilmzeit, später Publizistin und Presseagentin
- William H. Clothier (1903–1996), oscarnominierter Kameramann
- Karl August Folkers (1906–1997), Biochemiker
- Ivan Fuqua (1909–1994), Sprinter
- Ken Overlin (1910–1969), Boxer im Mittelgewicht
- Harold Lichtenberger (1920–1993), Physiker
- Red Hamilton (1926–2019), Rennfahrer
- Nan Martin (1927–2010), Film-, Fernseh- und Theaterschauspielerin
- Hugh Myers (1930–2008), Schachspieler und Eröffnungstheoretiker
- Lorinne Vozoff (* 1932), Schauspielerin, Dramaturgin und Regisseurin
- Richard Wayne Peck (1934–2018), Jugendschriftsteller, 2001 ausgezeichnet mit der National Humanities Medal und der John Newbery Medal für A Year Down Yonder
- Stephen E. Ambrose (1936–2002), Historiker, Biograf der US-Präsidenten Dwight D. Eisenhower und Richard Nixon
- William K. Reilly (* 1940), Administrator der Environmental Protection Agency und Manager
- James W. Loewen (1942–2021), Soziologe und Autor
- Michael D. Carleton (* 1944), Zoologe
- Dan Spracklen (* um 1944), Informatiker und Computerschachpionier
- Steve Hunter (* 1948), Gitarrist
- Benjamin Hudson (* 1950), Violinist
- John Doe (* 1954), Sänger, Songwriter, Gitarrist, Bassist und Schauspieler
- Marcia Morey (* 1955), Schwimmerin und Politikerin
- Lauren Brice (1962–2015), Pornodarstellerin
- Chad Gray (* 1971), Sänger
- Alison Krauss (* 1971), Sängerin und Fiddlespielerin
- LaToya Bond (* 1984), Basketballspielerin
- Darius Adams (* 1989), Basketballspieler